# Великий бізнес (фільм)
«Великий бізнес» (англ. Big Business) — американська комедія 1988 року режисера Джима Абрагамса з Бетт Мідлер і Лілі Томлін в головних ролях.

## Сюжет
Історія розпочинається з пологів у сільській лікарні, де одночасно народжується двійко близнюків. Через десятки років дві пари сестер із Нью-Йорка та сільської місцевості виявляють, що вони пов’язані неймовірним чином.

## У ролях
| Актор             | Роль                       |
| ----------------- | -------------------------- |
| Бетт Мідлер       | Седі Шелтон / Седі Ретліфф |
| Лілі Томлін       | Роуз Шелтон / Роуз Ретліфф |
| Фред Ворд         | Рун Діммік                 |
| Едвард Геррманн   | Грем Шерборн               |
| Мікеле Плачидо    | Фабіо Альберічі            |
| Денієл Герролл    | Чак                        |
| Майкл Гросс       | Доктор Джей Маршалл        |
| Ніколас Костер    | Гант Шелтон                |
| Дебора Раш        | Бінкі Шелтон               |
| Сет Грін          | Джейсон                    |
| Кармен Аргенціано | Член ради №2               |

## Критика
Rotten Tomatoes дав оцінку 48 % на основі 21 відгука від критиків і 69 % від більш ніж 10000 глядачів.